# 4640 Hara
A 4640 Hara (ideiglenes jelöléssel 1989 GA) a Naprendszer kisbolygóövében található aszteroida. Kusida Josio és Muramacu Oszamu fedezte fel 1989. április 1-én.